# 徳大寺実憲
徳大寺 実憲（とくだいじ さねのり）は、江戸時代中期の公卿。官位は正二位・権大納言。

## 経歴
享保3年（1718年）に叙爵して以降清華家当主として速いスピードで昇進し、侍従や左近衛中将を経て、享保9年（1724年）従三位となり、公卿に列する。享保13年（1728年）には権中納言となる。また同年昭仁親王（桜町天皇）の立太子に伴い、その春宮権大夫となる。享保16年（1731年）には権大納言、また正式な春宮大夫となった。享保20年（1735年）皇太子の即位に伴い、春宮大夫を辞職した。元文3年（1738年）に正二位へ昇進するも、元文5年（1740年）に病に罹り、朝廷への出仕を憚かるようになり、同年のうちに薨去した。享年27。

## 系譜
- 父：徳大寺公全
- 母：家女房
- 妻：大洲藩主加藤泰恒の娘
  - 男子：徳大寺公城（1729-1782）